# Piège à souris
Pour les articles homonymes, voir La Souricière, Piège et tapette.

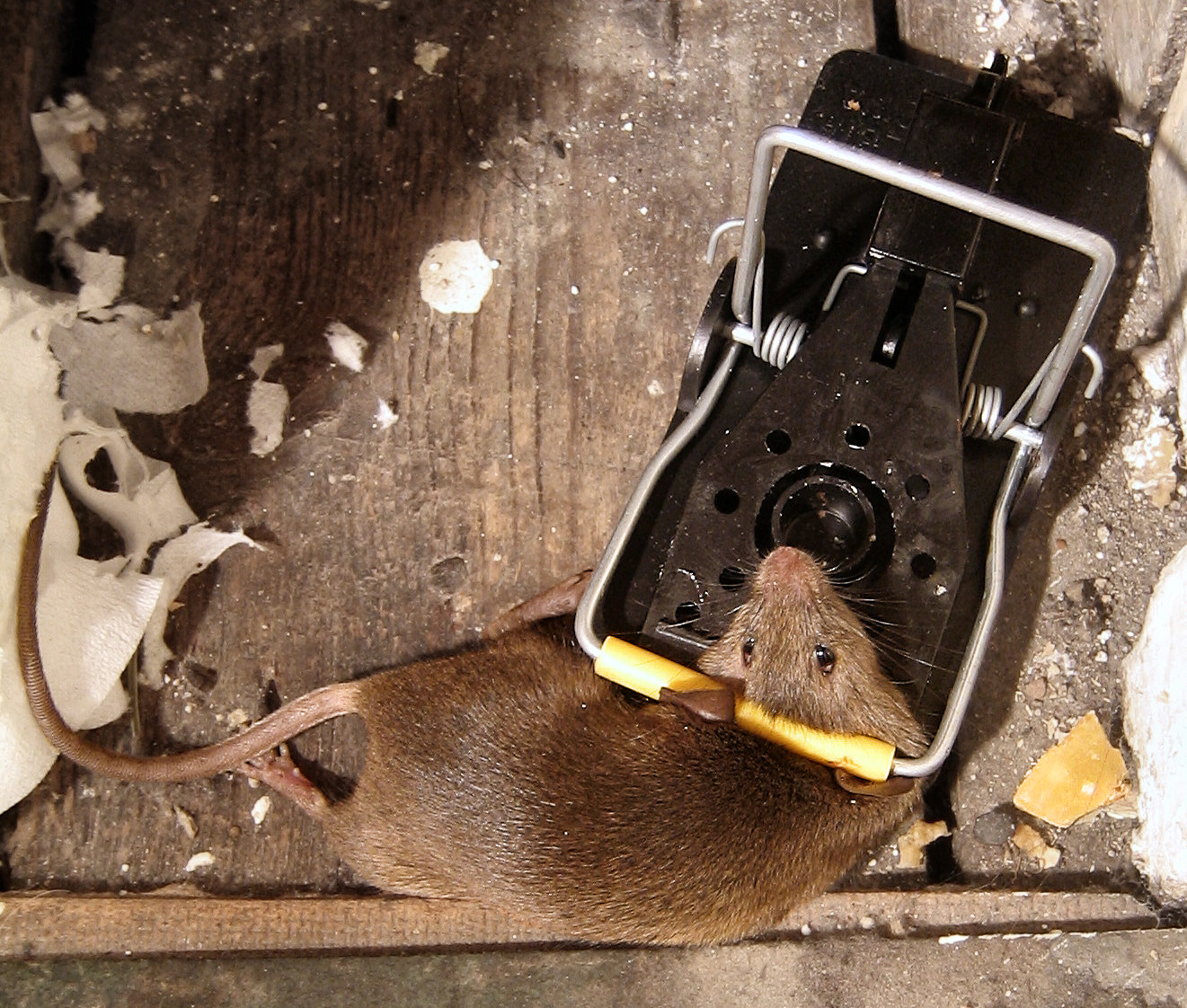
Une souris prise dans un piège à souris.

Un piège à souris est un piège destiné à attraper les souris ou d'autres micromammifères. Les pièges à souris sont généralement placés à un endroit où l'on soupçonne la présence de rongeurs, afin d'en réduire le nombre.
Il existe plusieurs types de piège à souris (dont la souricière), chacun avec ses avantages et ses inconvénients. Le plus notable étant la tapette à souris constituée d'une barre sur ressort qui se referme brutalement sur l'animal, lequel active le mécanisme par son poids en voulant attraper un appât (nourriture). De plus gros pièges sont étudiés pour attraper d'autres rongeurs comme les écureuils, les rats ou d'autres animaux.

## Types de pièges

### Les souricières
L'Encyclopédie de Diderot et D’Alembert donne la définition suivante :

« En termes de Layetier, c’est une boite ou un piège où les souris se prennent sans pouvoir en sortir. Il y en a à bascule, de natte, & à panier. Voyez chacun de ces termes.

SOURICIERE A BASCULE, chez les Layetiers, est un petit coffre carré fermé de tous côtés, excepté par un bout, qui est comme une espèce de trape qui s’éleve par le moyen d’une bascule dont il est garni, & qui est retenue très-foiblement par un crochet qui répond à l’appât qu’on a eu soin de suspendre dans la souriciere ; ensorte que quand l’animal vient pour y mordre, la bascule tombe & l’enferme.

SOURICIERE A NATTE, c’est en Layeterie un petit coffre sur lequel est un panier de fil de fer dont l’ouverture va toujours en diminuant, & se termine par des pointes qui empêchent l’animal de sortir.

SOURICIERE A PANIER, c’est chez les Layetiers une simple planche garnie d’un panier comme la souriciere à natte. Voyez SOURICIERE A NATTE »

— « Souricière », dans Diderot et D’Alembert, Encyclopédie ou Dictionnaire raisonné des sciences, des arts et des métiers, t. 15, Paris, Le Breton, Durand, Briasson, Michel-Antoine David, 1751, 1re éd. (lire en ligne), p. 414.
Le XIXe siècle connaissait également la souricière à bascule, et le quatre-de-chiffre.

### La tapette à souris

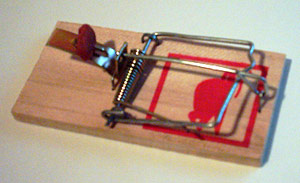
Mécanisme d'une tapette à souris tendue avec son appât

Lors de l'Exposition universelle de 1878, Étienne Aurouze présente ses dernières inventions pour lutter contre les animaux nuisibles dont un piège à souris baptisé « piège à ressort ». Il est similaire à la tapette à souris moderne mais est dénué de planche de bois. Étienne Aurouze recevra pour cette innovation, la médaille d'argent de l'exposition d'Amsterdam de 1890 et celle d'or à l'occasion de l'exposition de 1894.
Le premier piège à souris déposé aux États-Unis fut inventé par William C. Hooker de la ville d'Abingdon, dans l'Illinois qui reçut le brevet no 528 671 pour son invention en 1894. James Henry Atkinson, un inventeur britannique, créa en 1897 un prototype très proche de la tapette à souris moderne appelé Little Nipper (litt. Petite pince) et probablement basé sur l'invention de Hooker. Hiram Maxim, également inventeur de la mitrailleuse Maxim, aurait également travaillé sur une version de tapette à souris.[réf. nécessaire]
La tapette à souris moderne est constituée d'une simple planchette de bois avec une barre de fer attachée au bois par un ressort. Un crochet permet de la charger, crochet qui se défait lorsque l'animal est présent, ce qui fait que la barre de fer vient lui briser la nuque. Un appât, stéréotypiquement du fromage, est placé afin d'attirer l'animal dans le piège.. Une fois l'animal en place, la barre de métal se replie rapidement et avec une grande force. L'appareil est prévu pour casser la colonne vertébrale, les côtes, ou le crâne de l'animal. La force peut être suffisante pour décapiter l'animal mais c'est assez rare. Les rats, plus gros et musclés que les souris réussissant relativement facilement à s'échapper des tapettes à souris, une version plus grande et puissante est utilisée pour eux.
Des associations de protection des animaux comme l'américaine PETA se sont exprimées contre les tapettes à souris. Pour lutter contre ce piège jugé cruel, elles ont développé des pièges à souris alternatifs, comme une tapette à souris plus « humaine » qui ne tue ni ne blesse l'animal.

### Les pièges à souris électriques

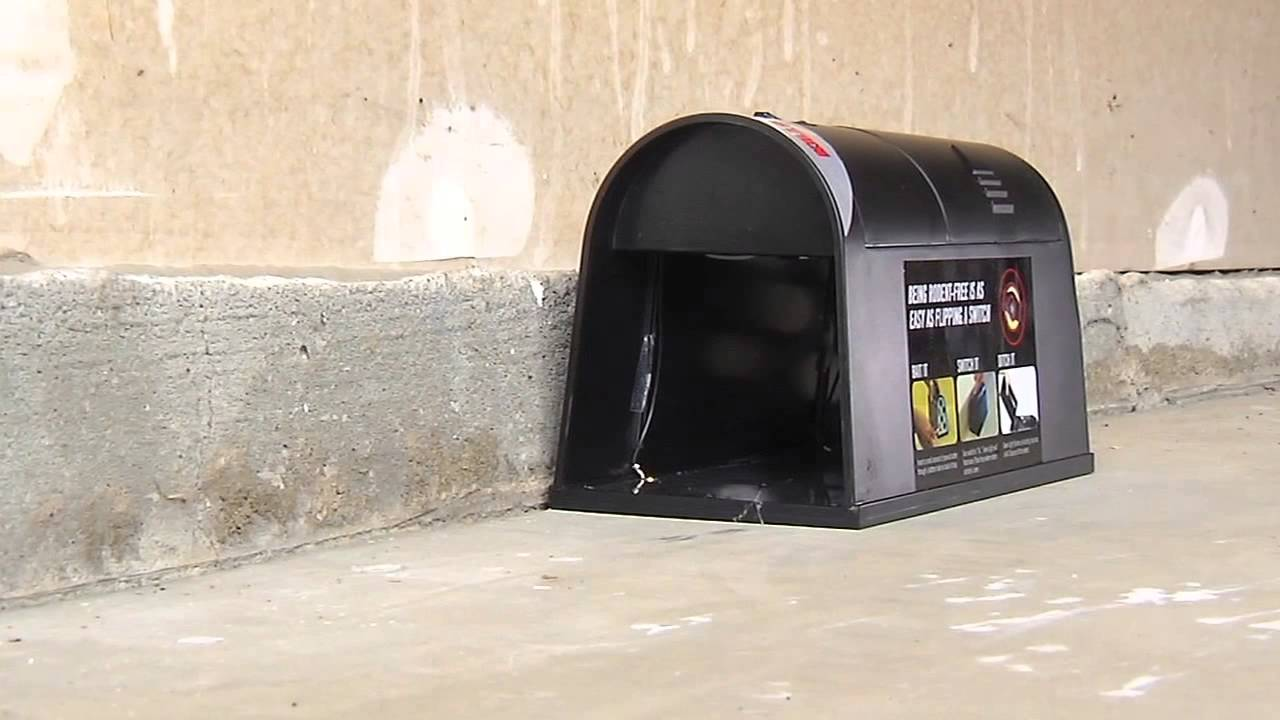
Piège à souris électrique

Ces pièges, les plus récents, délivrent à la souris une décharge électrique létale lorsque le rongeur, en entrant dans le piège, connecte deux électrodes et complète ainsi un circuit électrique. Les électrodes sont situées dans une boîte en plastique pour éviter toute blessure sur les humains ou d'autres animaux. Ils peuvent être utilisés comme des pièges à souris normaux, mais conviennent également à des usages sur de grandes surfaces, par exemple dans les usines, les entrepôts ou autres commerces. Les plus grands pièges pourraient tuer de grands félins,.

### Les pièges à souris à dents

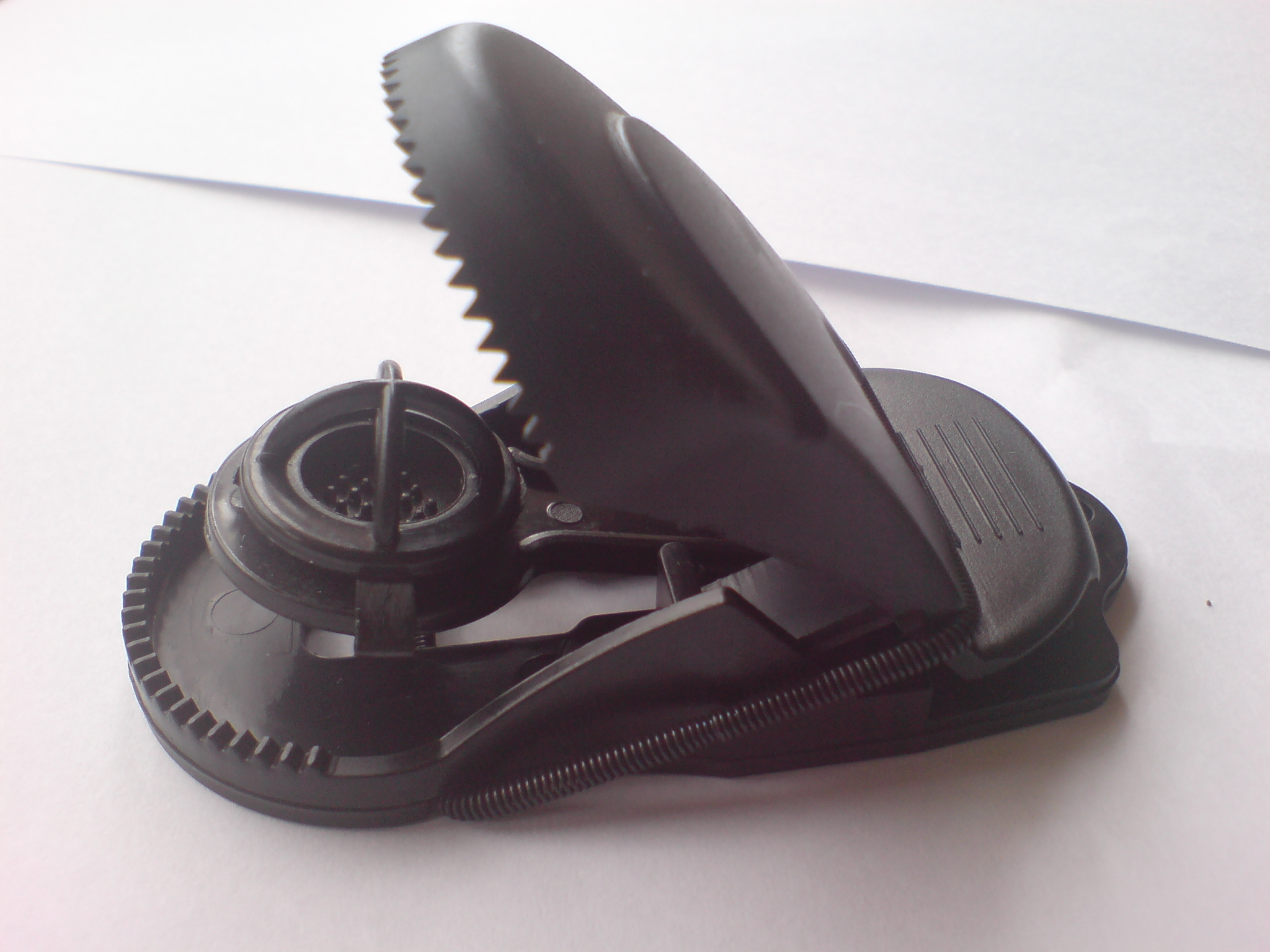
Un piège à souris à dents

Peu répandus, ces pièges consistent en une sorte de mâchoire en plastique et ressemblent aux pièges à loups. Une fois, attiré dans le piège, le rongeur déclenche un puissant mécanisme qui se referme sur lui. Cet appareil tue la majorité des rongeurs.

### Les pièges destinés à capturer l'animal vivant

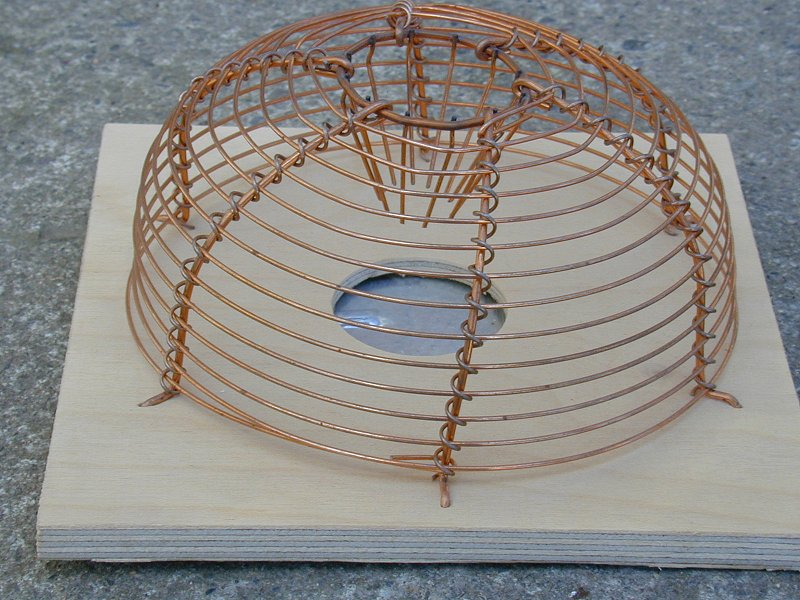
Piège destiné à capturer l'animal vivant

Certains pièges sont fabriqués de manière à ne pas tuer le rongeur mais seulement à le capturer pour pouvoir le relâcher ensuite à un endroit où il n'est pas nuisible. Il est important de relâcher le rongeur rapidement, car, une fois enfermé, il peut mourir de stress ou de déshydratation. L'animal ne doit pas être relâché près du lieu où il a été capturé, car il risque, grâce à son flair, d'y retourner promptement. La survie après la relâche n'est pas garantie, des espèces comme la souris domestique (Mus musculus) pouvant difficilement vivre sans la chaleur et la nourriture délivrée par une maison. Ces souris sont en effet mal adaptées à la vie en pleine nature, dans laquelle elles sont des proies faciles et où elles subissent la compétition d'autres espèces comme Apodemus sylvaticus .

### Les pièges collants

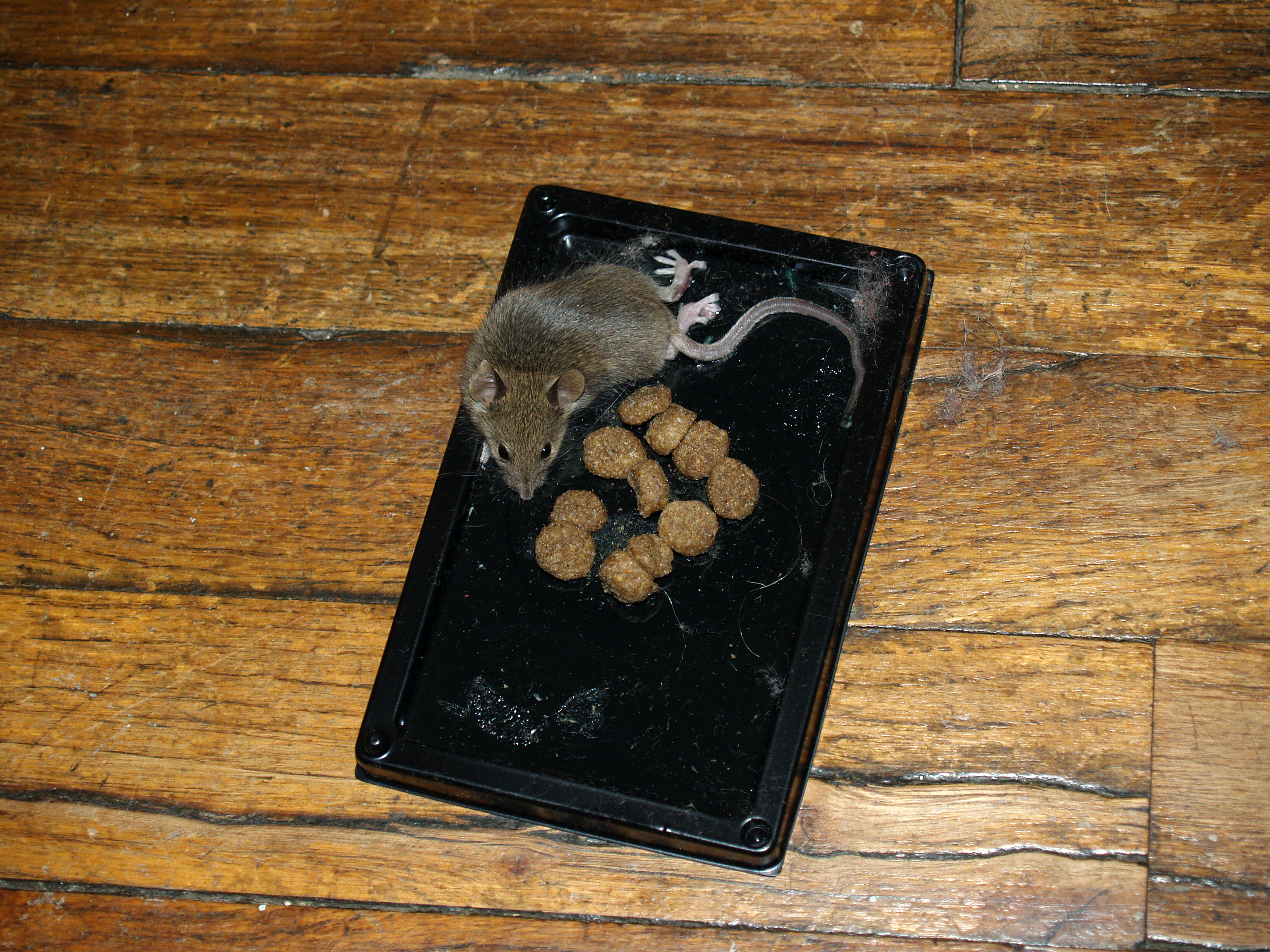
Souris piégée dans un piège collant.

Ces pièges sont fabriqués en appliquant de la colle, synthétique ou naturelle sur du carton, du plastique ou des matières similaires. Un appât peut être placé au centre du piège ou une odeur être ajoutée à la colle afin d'attirer l'animal. Ces pièges sont utilisés uniquement en intérieur, car à l'extérieur, les moisissures et la poussière les rendent inefficaces.
Une fois la souris piégée dans la colle, elle peut être relâchée si l'utilisateur applique sur le piège une huile végétale qui permet de détacher le rongeur piégé. Néanmoins, si le piège est oublié, l'animal meurt bien plus lentement qu'avec d'autres types de pièges. Le sauvetage de l'animal est également compromis si le corps de la souris est collé sur une trop grande surface, comprenant notamment les orifices respiratoires. Beaucoup de souris meurent d'ailleurs de déshydratation, de sous-alimentation ou d'asphyxie. D'autres meurent d'hémorragies dues au fait qu'en essayant de s'échapper, elles arrachent leur propre peau.
Cette solution est ainsi déconseillée par des associations protectrices des animaux comme PETA. Dans certaines juridictions, des propositions ont été faites pour bannir les pièges collants ou pour restreindre leur usage. En Irlande, il est illégal d'importer, de posséder, de vendre ou de proposer à la vente des pièges interdits, comme les pièges collants d'après le Wildlife Amendment Act, amendement promulgué en 2000. En France, la suppression de ce type de pièges a fait l'objet d'une question du sénateur écologiste Jean-Vincent Placé en 2015.

### Le piège du seau
Le piège du seau est une autre méthode afin d'attraper de petits rongeurs. Il peut être mortel ou simplement capturer l'animal vivant. Dans tous les cas, il est constitué d'un seau et d'une rampe. Un appât attire la souris qui va tomber dans le seau sans pouvoir en sortir. Pour que le piège soit mortel, un liquide (acide, poison...) doit être ajouté dans le seau, autrement il reste vide. Dans ce dernier cas, il faut relâcher le rongeur à bonne distance de l'endroit de capture, ce afin de l'empêcher de revenir grâce à son odorat.